# Hermes Palomino
Hermes Manuel Palomino Fariñes (ur. 4 marca 1988 w Caracas) – wenezuelski piłkarz, grający na pozycji napastnika w Managua FC.

## Kariera klubowa
Palomino rozpoczął karierę w 2006 roku w Trujillanos. W 2007 przeszedł do Carabobo, a w 2008 trafił do Deportivo Lara. W 2009 został zawodnikiem Minervén, ale jeszcze w tym samym roku przeszedł do Aragui. W 2011 trafił do Czerno More Warna. 21 maja 2013 opuścił ten klub, a dwa dni później podpisał dwuletni kontrakt z Atlético Venezuela. W lipcu 2014 wrócił do Aragui. W lipcu 2015 przeszedł do Deportivo Petare. W styczniu 2016 trafił do Managua FC.

## Kariera reprezentacyjna
23 grudnia 2011 zadebiutował w reprezentacji Wenezueli w meczu z Kostaryką.